# Перекюля
Перекюля (фин. Peräkylä) — деревня в Виллозском городском поселении Ломоносовского района Ленинградской области.

## История
На шведской «Генеральной карте провинции Ингерманландии» 1704 года, составленной по материалам 1678 года, упомянута деревня Pärakÿla и смежно с ней деревня Pärä.
Деревни Пиря и Кила нанесены на «Географическом чертеже Ижорской земли» Адриана Шонбека 1705 года.
Деревня являлась вотчиной императрицы Марии Фёдоровны, из которой в 1806—1807 годах были выставлены ратники Императорского батальона милиции.
На «Топографической карте окрестностей Санкт-Петербурга» Военно-топографического депо Главного штаба 1817 года упомянута деревня Перекюля, состоящая из 12 крестьянских дворов.
На карте Санкт-Петербургской губернии Ф. Ф. Шуберта 1834 года обозначена деревня Перекюля и рядом с ней кирпичный завод.

ПЕРЕКЮЛЯ — деревня принадлежит Ведомству красносельской удельной конторы, число жителей по ревизии: 30 м. п., 41 ж. п. (1838 год)

В пояснительном тексте к этнографической карте Санкт-Петербургской губернии П. И. Кёппена 1849 года она записана как деревня Peräkylä (in der Revision: Pergelewa) (Перекюля) и указано количество её жителей на 1848 год: савакотов — 5 м. п., 6 ж. п., всего 11 человек, эвремейсов — 10 м. п., 11 ж. п., всего 21 человек, ижоры — 22 м. п., 30 ж. п., всего 52 человека. Ижоры относились к православному Красносельскому Троицкому приходу, ингерманландцы — к лютеранскому приходу Туутари.
Согласно 9-й ревизии 1850 года деревня называлась Перекулья и принадлежала помещице Софье Николаевне Раевской.

ПЕРЕКЮЛЯ — деревня Красносельского удельного имения, по почтовому тракту, число дворов — 14, число душ — 34 м. п. (1856 год)

Согласно «Топографической карте частей Санкт-Петербургской и Выборгской губерний» 1860 года деревня Перякюля насчитывала 14 дворов.

ПЕРЯКЮЛЯ — деревня удельная при колодцах, число дворов — 13, число жителей: 38 м. п., 39 ж. п.. (1862 год)

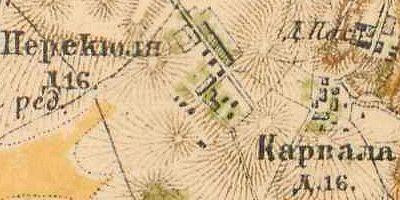
Деревня Перекюля на карте 1885 года

В 1885 году деревня Перекюля насчитывала 16 дворов.
В конце XIX — начале XX века деревня административно относилась к Дудергофской волости 3-го стана Царскосельского уезда Санкт-Петербургской губернии. По приходским данным население деревни было исключительно финским.
По данным «Памятной книжки Санкт-Петербургской губернии» за 1905 год деревня называлась Перякюля.
К 1913 году количество дворов в деревне Перекюля не изменилось.
С 1917 по 1923 год деревня Перекюля входила в состав Пикколовского сельсовета Дудергофской волости Детскосельского уезда.
С 1923 года в составе Красносельской волости Троцкого уезда.
С 1924 года в составе Дудергофского сельсовета.
Согласно данным переписи населения СССР 1926 года в деревне Перякюля проживали 123 человека — финны и русские, а также литовцы.
С 1927 года в составе Урицкого района.
В 1928 году население деревни Перекюля составляло 122 человека.
С 1930 года в составе Ленинградского Пригородного района.
По данным 1933 года деревня Перекюля входила в состав Дудергофского финского национального сельсовета Ленинградского Пригородного района.
С 1936 года в составе Красносельского района.

План деревни Перекюля. 1939 год

С 1939 года в составе Горского сельсовета. Согласно топографической карте 1939 года деревня называлась Перякюля и насчитывала 30 дворов.
С 1 августа 1941 года по 31 декабря 1943 года деревня находилась в оккупации.
С 1955 года в составе Ломоносовского района.
С 1963 года в составе Гатчинского района.
С 1965 года вновь в составе Ломоносовского района. В 1965 году население деревни Перекюля составляло 82 человека.
По данным 1966 года деревня называлась Перякюля и входила в состав Горского сельсовета.
По данным 1973 и 1990 годов деревня называлась Перекюля и также входила в состав Горского сельсовета.
В 1997 году в деревне Перекюля Горской волости проживали 30 человек, в 2002 году — 40 человек (русские — 92 %), в 2007 году — 23.

## География
Деревня расположена в юго-восточной части района на автодороге 41К-637 (подъезд к дер. Ретселя), к востоку от административного центра поселения деревни Виллози и к юго-западу от горы Кирхгоф.
Расстояние до административного центра поселения — 4 км.
Расстояние до ближайшей железнодорожной станции Дудергоф — 2 км.

## Демография
| 1838 | 1848 | 1862 | 1997 | 2002 | 2007 | 2010 |
| ---- | ---- | ---- | ---- | ---- | ---- | ---- |
| 71   | ↗84  | ↘77  | ↘30  | ↗40  | ↘23  | ↗41  |
| 2017 |      |      |      |      |      |      |
| →41  |      |      |      |      |      |      |

## Улицы
Тихий переулок.